# Pink Floyd
Pink Floyd – brytyjski zespół rockowy założony w 1965 roku w Londynie. Ich twórczość, początkowo klasyfikowana jako rock psychodeliczny, w późniejszych latach nabrała cech rocka progresywnego. Grupa znana jest z filozoficznie zabarwionych tekstów piosenek, eksperymentów z dźwiękiem, innowacyjnego podejścia do kwestii grafiki w albumach oraz rozbudowanych występów koncertowych. Sprzedali na całym świecie ponad 250 milionów albumów (z tego ok. 74,5 miliona w samych Stanach Zjednoczonych), co czyni ich jedną z najlepiej sprzedających się grup muzycznych w historii.
Pod koniec lat 60. pod przewodnictwem Syda Barretta byli jednym z najpopularniejszych zespołów londyńskiej podziemnej sceny psychodelicznej, jednak zachowanie lidera zmusiło pozostałych członków grupy do zastąpienia go gitarzystą i wokalistą Davidem Gilmourem. Na stanowisko frontmana oraz głównego autora utworów wysunął się z czasem basista Roger Waters i zachował tę pozycję aż do odejścia z zespołu. Kilka z ich 15 albumów studyjnych odniosło światowy sukces, m.in. The Dark Side of the Moon (1973), Wish You Were Here (1975), Animals (1977) i The Wall (1979). W 1985 Waters ogłosił rozpad grupy, jednak pozostali członkowie, z Gilmourem na czele, postanowili działać nadal pod tą samą nazwą, co było kwestionowane przez Watersa. Zespół kontynuował działalność jako Pink Floyd, odnosząc sukcesy z albumami A Momentary Lapse of Reason (1987), The Division Bell (1994) oraz The Endless River (2014) i ostatecznie osiągnął z Watersem kompromis w sprawie nazwy.
Po 24 latach przerwy Waters ponownie wystąpił z grupą 2 lipca 2005 roku, na koncercie Live 8 w Londynie, grając jednocześnie przed najliczniejszą publicznością w historii Pink Floyd. 10 listopada 2014 roku (po ponad 20 latach od ukazania się płyty The Division Bell) zespół wydał swój finałowy album studyjny zatytułowany The Endless River. 7 kwietnia 2022 grupa wydała singiel "Hey, Hey, Rise Up!".
Zespół stanowił źródło inspiracji zarówno dla artystów rockowych lat 70. XX wieku, takich jak David Bowie, Genesis czy Yes, jak i licznej rzeszy współczesnych muzyków, na przykład Tiamat, Dream Theater, Tool, The Mars Volta, Radiohead,
Porcupine Tree, The Orb i Nine Inch Nails.

## Historia

### Początki (1964–1968)

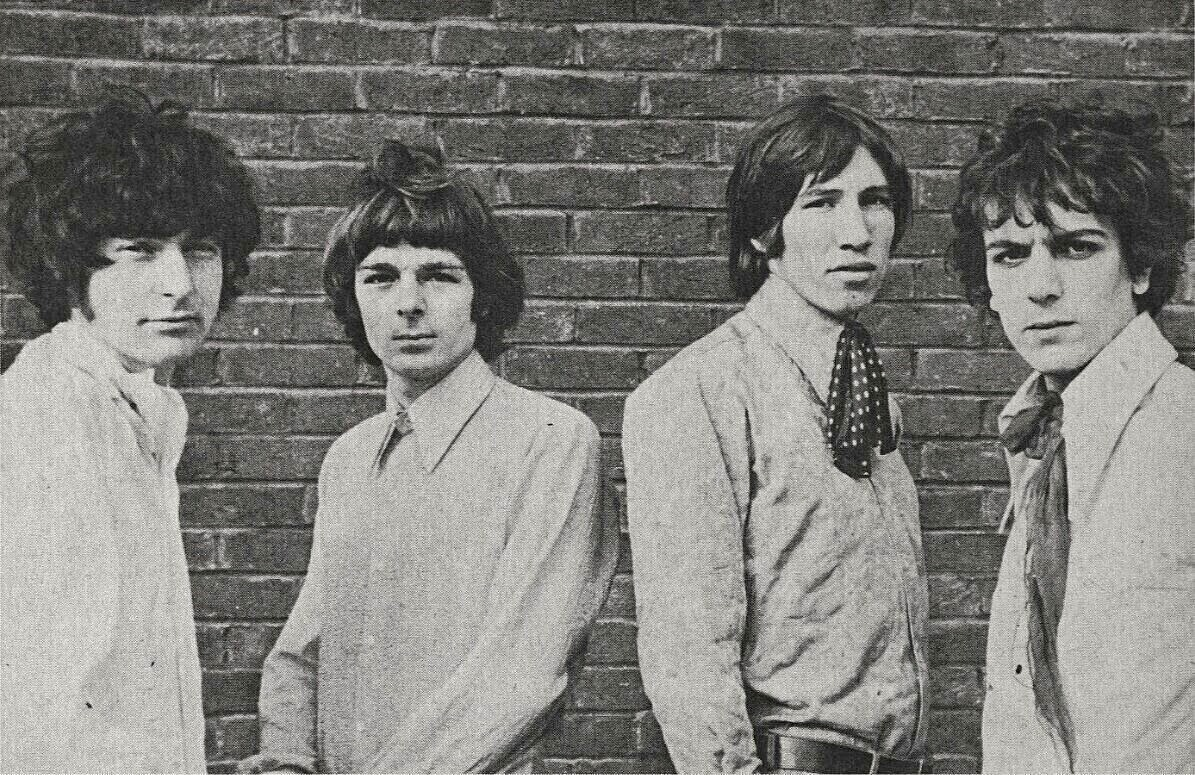
Pink Floyd w 1967 r. Od lewej do prawej: Nick Mason, Rick Wright, Roger Waters, Syd Barrett.

Pink Floyd rozwinęli się z wcześniejszej grupy rockowej założonej w 1964, która w różnych momentach przyjmowała nazwy Sigma 6, the Meggadeaths, Tea Set i The Abdabs. Kiedy zespół się rozpadł, kilku członków – gitarzysta Rado „Bob” Klose i Matt Willmering, perkusista Nick Mason, i Rick Wright grający na instrumentach dętych – utworzyło nową grupę rockową nazwaną „Tea Set”. Po drobnej sprzeczce z głównym wokalistą Chrisem Dennisem, gitarzysta, a zarazem wokalista Syd Barrett dołączył do zespołu z Watersem grającym na basie.
Kiedy Tea Set zorientowali się, że nie są jedynym zespołem o tej nazwie, Barrett zaproponował zmianę na „The Pink Floyd Sound”, od dwóch muzyków grających bluesa – Pinka Andersona i Floyda Councila. Ostatecznie zespół zdecydował się na skrócenie nazwy do Pink Floyd na prośbę menadżerów grupy, Petera Jennera i Andrew Kinga.
Zdecydowanie ukierunkowany na jazz Klose opuścił grupę nagrywając zaledwie demo, zostawiając stabilny skład, w który wchodzili: Barrett (gitara i wokal), Waters (gitara basowa i wokal), Mason (perkusja) i Wright (keyboard i wokal). Barrett nieco później rozpoczął pisanie własnych piosenek, na których kształt miał wpływ amerykański i brytyjski psychodeliczny rock. Pink Floyd stało się faworytem kultury Underground, grając w tak wyróżniających się miejscach jak UFO Club, the Marquee Club i the Roundhouse.
Pod koniec 1966 zespół został zaproszony do współtworzenia muzyki do filmu Petera Whiteheada pod tytułem Tonite Let’s All Make Love in London; zostali sfilmowani podczas nagrywania dwóch utworów (Interstellar Overdrive i Nick’s Boogie) w styczniu 1967. Chociaż niewiele z tej muzyki trafiło do filmu, sesja została ostatecznie wydana jako London 1966/1967 w 2005.
Wraz ze wzrostem popularności, członkowie zespołu utworzyli Blackhill Enterprises w październiku 1966, spółkę z ich menadżerami – Peterem Jennerem i Andrew Kingiem, wydając singiel Arnold Layne w marcu 1967 i See Emily Play w czerwcu 1967. Arnold Layne zajął 20. miejsce w UK Singles Chart, a See Emily Play miejsce 6., zapewniając zespołowi pierwszy narodowy występ w telewizji w „Top of the Pops” w lipcu 1967. (Wcześniej też się pojawiali pokazując „Interstellar Overdrive” w the UFO Club w krótkim filmie dokumentalnym „It’s So Far Out It’s Straight Down”. Został on wyemitowany w marcu 1967, ale jedynie w brytyjskiej telewizji Granada.)
Wydany w sierpniu 1967 debiutancki album The Piper at the Gates of Dawn jest uważany za główny przykład brytyjskiej muzyki psychodelicznej i został dobrze przyjęty przez krytyków. Aktualnie wielu z nich uważa go za najlepszy debiutancki album. Utwory zawarte w albumie, głównie napisane przez Barretta, ukazują poetyckie teksty i eklektyczną mieszaninę muzyki, zaczynając od awangardowego Interstellar Overdrive, a kończąc na dziwacznej piosence The Scarecrow, zainspirowanej przez Fenlandy – wiejski region północnego Cambridge (Dom rodzinny Barretta, Gilmoura i Watersa). Teksty były całkowicie surrealistyczne i często kojarzone z folklorem (The Gnome). Muzyka odzwierciedlała postęp w elektronice poprzez panning, edycję nagrania, efekt echo i organy Farfisa. Album był hitem w Wielkiej Brytanii, gdzie dotarł na 6. miejsce, natomiast w Ameryce jedynie do 131 miejsca. Pink Floyd było jedną z grup wspierających The Jimi Hendrix Experience podczas tournée w USA (luty – kwiecień 1968), co przyczyniło się do wzrostu ich popularności.
Wraz ze wzrostem popularności zespołu, stres i duże spożycie psychodelików wpłynęły na Barretta, którego zdrowie psychiczne pogorszyło się na kilka miesięcy. Często jego dziwne zachowania były kojarzone z zażywaniem narkotyków, przez co członkowie zespołu nie wiedzieli o jego pogarszającym się stanie psychicznym. Barrett okazał się być schizofrenikiem, gdy przed jednym z koncertów zapadł w stan katatonii. Pomimo tego członkowie zespołu „wypchnęli” go na scenę, ale Syd nie był w stanie grać, ani śpiewać. W styczniu 1968 gitarzysta David Gilmour, kolega Syda Barretta z czasów, gdy uczęszczali na Uniwersytet Cambridge dołączył do zespołu, początkowo jako drugi wokalista i gitarzysta wspierający Barretta, lecz ten okres trwał około tygodnia lub dwóch. Waters zadecydował, że to nie ma sensu i wykluczył Syda z zespołu. Rozpatrywane było przyłączenie Jeffa Becka, ale ten jednak odmówił, gdyż jako sławny gitarzysta nie chciał dołączyć do zespołu, który dopiero rozpoczyna swą karierę.
Zachowanie Barretta stawało się coraz mniej przewidywalne. Przez ciągłe zażywanie LSD stawał się bardzo niezrównoważony i czasami podczas występów patrzył bezmyślnie w dal, gdy reszta grupy występowała. Podczas niektórych koncertów przez cały czas grał jeden akord lub zaczynał przypadkowo rozstrajać gitarę. Ostatni koncert z jego udziałem odbył się 20 stycznia 1968 w Hastings Pier. Wszyscy mieli nadzieję, że Barretta pozostawi się jako twórcę tekstów, a Gilmour będzie za niego występował na żywo. Jednak coraz większy chaos w jego utworach spowodował, że grupa zaniechała tego pomysłu. Kiedy odejście Barretta w kwietniu 1968 zostało oficjalnie potwierdzone, producenci Jenner i King zadecydowali, aby pozostać z nim. Spółka Blackhill została rozwiązana. Zespół przyjął Steve’a O’Rourke jako menadżera, który pozostał z Pink Floyd aż do swojej śmierci w 2003 roku.
Po nagraniu dwóch solowych albumów: The Madcap Laughs i Barrett w 1970 (współprodukowane z Gilmourem, Watersem i Wrightem), które nie okazały się wielkim sukcesem, Barrett zarzucił działalność muzyczną.

### Eksperymenty progresywne (1968–1970)
Lata 1968–1970 to okres muzycznych eksperymentów. Gilmour, Waters i Wright osobno przygotowywali materiał, który miał swój własny wokal i podkład, co odbijało się na spójności utworów. Dotychczas Barrett był głównym wokalistą. David, Roger i Rick postanowili podzielić się rolami: Waters najczęściej tworzył melodie jazzowe z dominującą linią basową i złożone, symboliczne teksty, Gilmour skupił się na gitarowym bluesie, a Wright preferował melodyczny psychodeliczny keyboard. Najwięcej muzyki eksperymentalnej pochodzi właśnie z tego okresu, m.in. A Saucerful of Secrets zawierająca dużo hałasu, perkusji, drgań i zapętlonych dźwięków, a także Careful with That Axe, Eugene.
Znaczną część pierwszego albumu stworzył Barrett, ale na drugiej płycie zespołu znalazła się tylko jedna piosenka jego autorstwa – Jugband Blues. Syd wykonywał również utwory: Remember A Day (nagrany podczas sesji do płyty The Piper At The Gates Of Dawn) oraz Set The Controls For The Heart Of The Sun. Album A Saucerful of Secrets został wydany w czerwcu 1968 r. i zajął 9. miejsce na brytyjskiej liście przebojów. Była to jedyna płyta Pink Floyd, która nie znalazła się na liście przebojów w USA. Pomimo że Barrett opuścił zespół, w utworach pochodzących z tej płyty można usłyszeć charakterystyczną dla niego psychodeliczną nutę, połączoną z bardziej eksperymentalną muzyką, która w pełni została ukazana w albumie Ummagumma. 12-minutowy tytułowy utwór z tej płyty miał w sobie coś ze stworzonych w późniejszym okresie długich imponujących kompozycji, został jednak źle odebrany przez krytyków. Dziś album oceniany jest znacznie łagodniej, gdyż zwraca się uwagę na ogrom pracy włożonej w skomponowanie utworów. Pink Floyd kontynuował tworzenie długich kompozycji, z każdym kolejnym albumem prezentując bardziej dopracowane piosenki.
Reżyser Barbet Schroeder zaprosił Pink Floyd do wyprodukowania ścieżki dźwiękowej do filmu „More”, którego premiera miała miejsce w maju 1969 r. Muzyka do filmu została wydana jako odrębny album Pink Floyd, Music From the Film More w lipcu tego samego roku. Płyta uplasowała się na 9. miejscu brytyjskich list przebojów, a w USA znalazła się na miejscu 153. Wielu krytyków oceniło muzykę do tego filmu jako niejednolitą. Podczas tej i przyszłych sesji nagraniowych, na których powstawała muzyka filmowa, zespół stworzył materiał niepasujący do typowego brzmienia Pink Floyd. Wiele piosenek z płyty More (jak nazywają ją fani) to akustyczne utwory folkowe. Dwa z nich – „Green Is The Colour” i „Cymbaline” – były przez pewien czas stałymi elementami koncertów. Stanowiły również część granej na żywo suity The Man/The Journey, co można usłyszeć na licznych nagraniach z tego okresu. Cymbaline była także pierwszą piosenką Pink Floyd, w której widać było wyraźnie cyniczne podejście Rogera Watersa do przemysłu muzycznego. Reszta albumu składała się z marginalnych awangardowych kawałków muzycznych (niektóre z nich były również częścią The Man/The Journey). Dorzucono też kilka cięższych rockowych piosenek, takich jak The Nile Song.
Podwójny album Ummagumma był połączeniem nagrań z koncertów oraz niekontrolowanych studyjnych eksperymentów członków grupy. Każdy z nich nagrał swój solowy projekt na połowie strony płyty analogowej (niedoceniany wkład w tworzenie tej płyty miała, jako flecistka, pierwsza żona Masona). Chociaż ostatecznie album pojawił się jako pojedyncze wydanie oraz płyta koncertowa, pierwotnie miał być czysto awangardową mieszaniną dźwięków z „odnalezionych” instrumentów. Późniejsze utrudnienia w trakcie nagrań oraz brak organizacji w grupie doprowadziły do zamrożenia projektu. Tytuł, który w slangu z Cambridge oznacza stosunek seksualny, odzwierciedla nastawienie grupy w tym okresie, gdyż frustracja towarzyszyła muzykom w trakcie całej sesji nagraniowej. Zaowocowała ona eksperymentalnymi utworami, wśród których znalazła się folkowa piosenka Grantchester Meadows autorstwa Watersa, atonalny i pełen zgrzytów utwór fortepianowy (Sysyphus), meandrujące i progresywne rockowe faktury (The Narrow Way) i długie solówki na perkusji (The Grand Vizier’s Garden Party). Several Species of Small Furry Animals Gathered Together in a Cave and Grooving with a Pict to pięciominutowy utwór składający się w całości z nagrań głosu Rogera Watersa odtwarzanego z różną szybkością, tworząc efekt przypominających odgłosy gryzoni i ptaków. Dużą część utworów z płyty zagrano wcześniej na koncepcyjnym albumie The Man/The Journey. Ta koncertowa płyta zawierała znane wykonania kilku z ich najpopularniejszych kompozycji ery psychodelii, co sprawiło, że krytycy przyjęli ją bardziej przychylnie niż poprzednie dwa albumy. Było to najbardziej rozchwytywane wydawnictwo Pink Floyd w ich dotychczasowej karierze, które dotarło na 5. miejsce list przebojów w Wielkiej Brytanii i 74. w Stanach Zjednoczonych.
Atom Heart Mother z 1970 r. – pierwsza sesja nagraniowa zespołu z orkiestrą – była wynikiem współpracy z awangardowym kompozytorem Ronem Geesinem. Pierwsza strona albumu zawierała utwór tytułowy – trwającą 23 minuty „rock-orkiestrową” suitę. Na drugiej stronie znajdowały się utwory, z których na każdego ówczesnego wokalistę grupy przypadał jeden (folk-rockowy If Rogera Watersa, bluesowy Fat Old Sun Davida Gilmoura i nostalgiczny Summer ‘68 Ricka Wrighta). Kolejny długi utwór Alan’s Psychedelic Breakfast był dźwiękowym kolażem odgłosów przygotowującego i jedzącego śniadanie mężczyzny oraz towarzyszącego tym czynnościom strumienia myśli w połączeniu z partiami instrumentalnymi. Użycie szumów i trzasków, przypadkowych efektów dźwiękowych oraz sampli mowy ludzkiej miało od tej pory stanowić ważny element brzmienia zespołu. Mimo iż Atom Heart Mother postrzegano jako krok wstecz, wciąż uważa się ją za jedną z najtrudniejszych w odbiorze płyt Floydów. Ze wszystkich wydanych dotąd płyt osiągnęła ona najwyższe miejsca na listach przebojów – 1. w Wielkiej Brytanii i 55. w Stanach Zjednoczonych. Sam Gilmour nazwał ją „stekiem bzdur”, zaś Waters stwierdził, że nie miałby nic przeciwko, gdyby płytę „wyrzucono do kosza i nikt jej nigdy więcej nie słuchał”. Był to kolejny album przejściowy w historii zespołu, subtelnie nawiązujący do przyszłych obszarów muzycznych, w pełni odkrytych w ambitnym utworze Echoes z płyty zatytułowanej Meddle. Popularność Atom Heart Mother pozwoliła grupie wyruszyć w pierwszą pełną trasę koncertową po Stanach Zjednoczonych (Atom Heart Mother World Tour).
Przed wydaniem kolejnego albumu zespół wypuścił składankę zatytułowaną Relics, która zawierała kilka wczesnych singli i b-side’ów oraz jeden nowy utwór (jazzowy Biding My Time Watersa, stanowiący część The Man/The Journey nagranej podczas sesji nagraniowej do Ummagumma). Zespół miał również swój wkład w ścieżkę dźwiękową do Zabriskie Point, choć reżyser Michelangelo Antonioni ostatecznie odrzucił wiele utworów.

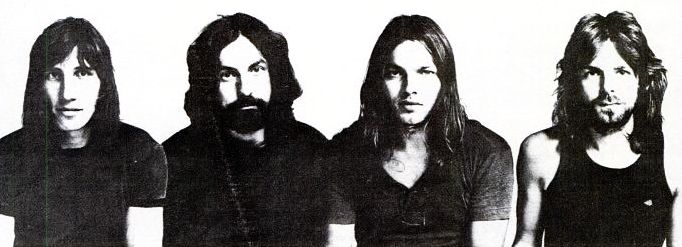
Pink Floyd w 1971 r. Od lewej: Waters, Mason, Gilmour i Wright.

### Era Gilmoura (1987–1994)
W grudniu 1985 r. Waters oznajmił, że opuszcza Pink Floyd, twierdząc, że grupa „straciła siłę przebicia”. Jednak już w 1986 Gilmour i Mason zaczęli nagrywać nowy album jako grupa Pink Floyd. W tym samym czasie Roger Waters pracował nad swoją drugą solową płytą zatytułowaną Radio K.A.O.S. (z 1987 roku). Wywiązał się spór prawny, w którym Waters twierdził, że powinno się zaprzestać stosowania nazwy „Pink Floyd”, lecz Gilmour i Mason utrzymywali, że mają prawo do dalszej działalności pod tą nazwą. Ostatecznie sprawę rozstrzygnięto polubownie.
Po rozważeniu i odrzuceniu wielu innych tytułów, nowy album został wydany jako A Momentary Lapse of Reason (który zarówno w Wielkiej Brytanii, jak i Stanach Zjednoczonych uplasował się na trzecim miejscu list przebojów). Gdy zabrakło Watersa, przez ostatnie dziesięć lat będącego głównym autorem tekstów grupy, zespół zaczął szukać wsparcia u twórców z zewnątrz. Jako że grupa Pink Floyd nigdy wcześniej nie nawiązywała takiej współpracy (poza orkiestrowym wkładem Geesina i Ezrina), krok ten ostro skrytykowano. Ezrin, który odnowił przyjaźń z Gilmourem w 1983 r. (współpracując przy produkcji albumu Gilmoura About Face), był również współproducentem oraz jednym z autorów tekstów wraz z Jonem Carinem, który napisał muzykę do Learning To Fly i zagrał większość partii keyboardowych na albumie. Powrócił również Wright, początkowo jako muzyk sesyjny podczas końcowych sesji nagraniowych, a po kolejnej trasie koncertowej jako oficjalny członek zespołu. Dwa wyżej wymienione single z albumu znalazły się na szczycie listy przebojów Billboard Mainstream Rock Tracks w Stanach Zjednoczonych, czyli Learning to Fly oraz ballada On the Turning Away.
Gilmour przyznał dopiero później, że Mason i Wright prawie w ogóle nie zagrali na tym albumie. Z powodu ich nikłego wkładu niektórzy krytycy twierdzą, że A Momentary Lapse of Reason może być uznany za solowy projekt Gilmoura tak samo jak The Final Cut za album Watersa.
Rok później zespół wydał podwójny album na żywo i wideo z koncertów zatytułowane Delicate Sound of Thunder zarejestrowane w 1988 r. podczas serii koncertów na Long Island. Następnie nagrali ścieżkę dźwiękową do filmu dokumentalnego pod tytułem La Carrera Panamericana, którego akcja rozgrywa się w Meksyku. Gilmour i Mason zagrali kierowców biorących udział w rajdzie. Podczas wyścigu Gilmour i manager zespołu Steve O’Rourke (w roli jego pilota) mieli wypadek, w którym O’Rourke złamał nogę, a Gilmour wyszedł z niego z kilkoma siniakami. Godna uwagi jest ścieżka dźwiękowa zawierająca pierwsze od 1975 r. utwory Pink Floyd współautorstwa Wrighta oraz jedyny materiał Pink Floyd współautorstwa Masona od The Dark Side of The Moon.
W 1992 wydano Shine On, 9-płytowy zestaw zawierający ponowne wznowione wydania albumów studyjnych The Piper at the Gates of Dawn, A Saucerful of Secrets, Meddle, The Dark Side of the Moon, Wish You Were Here, Animals, The Wall i A Momentary Lapse of Reason oraz płytę The Early Singles zawierającą dziesięć pierwszych singli zespołu.
W 1994 roku zespół wydał przedostatnią – jak się potem okazało – płytę zatytułowaną The Division Bell. Na tej płycie znalazły się m.in. utwory: Take It Back, High Hopes oraz Keep Talking. Do zespołu wrócił klawiszowiec Richard Wright – na płycie znalazła się jedna jego kompozycja Wearing The Inside Out. Również w tym samym roku była trasa koncertowa promująca ten album.

### Lata 1995–2010
W 1995 roku zespół wydał album na żywo i wideo z koncertu zatytułowane Pulse zarejestrowane 20 października 1994 roku w Earls Court w Londynie. Koncert ten został pokazany w Polsce przez TVP2 12 listopada 1994 roku.
17 stycznia 1996 zespół wstąpił do Rock and Roll Hall of Fame. Grupa na tej gali zagrała wraz z Billym Corganem z zespołu The Smashing Pumpkins utwór Wish You Were Here. W 2001 ukazała się składanka pt.Echoes: The Best of Pink Floyd. Wyboru utworów dokonali wspólnie David Gilmour i Roger Waters. Na tej kompilacji był utwór When the Tigers Broke Free, który potem znalazł się na reedycji płyty The Final Cut z 2003 roku. Wydawało się, że „lody puściły”. 2 lipca 2005 roku zespół zagrał na Live 8 w Londynie i to w pełnym składzie, do zespołu wrócił były lider grupy Roger Waters. Wykonano utwory: Speak to Me/Breathe, Money, Wish You Were Here i Comfortably Numb.
Wielu fanów żywiło nadzieję, że występ zespołu na koncercie Live 8 zaowocuje ich ponowną wspólną trasą koncertową, ale mimo oferowanego za światowe tournée kontraktu opiewającego na rekordową sumę 250 mln USD, członkowie zespołu zdecydowanie stwierdzili, że nie planują ponownych koncertów. Wydawało się jednak, że w kilka tygodni po występie, większość konfliktów dzielących członków grupy poszła w niepamięć. Gilmour potwierdził, że utrzymuje z Watersem „całkiem przyjacielskie stosunki”, jednak Waters nie wyraził jednoznacznej opinii na ten temat. Z jego ust usłyszeć można było zarówno „Mogę ruszyć dupę na jeden występ, ale za cholerę nie ruszę jej na całą trasę koncertową”, jak i „Mam nadzieję, że to powtórzymy”, chociaż z najnowszych doniesień wynika, że z chęcią zagrałby razem z pozostałymi członkami zespołu, nie całą trasę koncertową, lecz pojedynczy występ podobny do Live 8.
31 stycznia 2006 roku David Gilmour złożył publiczne oświadczenie w imieniu wszystkich członków zespołu, iż nie mają zamiaru ponownie razem koncertować i zdementował tym samym plotki z kilku medialnych źródeł. W późniejszym wywiadzie na łamach gazety La Repubblica Gilmour oznajmił, że skończył z zespołem Pink Floyd i pragnie skupić się na karierze solowej i rodzinie. Wspomniał również, że zgodził się wystąpić na Live 8 wraz z Watersem po to, by wesprzeć szczytny cel tego wydarzenia i zażegnać spór między nim a Watersem, ale również dlatego że żałowałby swojej nieobecności. Jednakże Gilmour zaznaczył, że Pink Floyd chętnie zagra na koncercie „wspierającym izraelsko-palestyńskie dążenia do przywrócenia pokoju”. Następnie w wywiadzie dla Billboardu Gilmour zmienił swoje stanowisko ze „skończyłem z Pink Floyd” na „kto wie, co będzie dalej”. 26 sierpnia Gilmour wystąpił w Stoczni Gdańskiej na koncercie Przestrzeń Wolności 2006 z okazji 26. rocznicy powstania Solidarności.
W 2007 roku przypadła czterdziesta rocznica podpisania przez zespół kontraktu z wytwórnią EMI, a także czterdziesta rocznica wydania ich trzech pierwszych singli: Arnold Layne, See Emily Play i Apples and Oranges, jak również debiutanckiego albumu The Piper at the Gates of Dawn. Rocznicę tę uczczono wydaniem limitowanej edycji kolekcji, w skład której weszły miksy nagranych przez zespół albumów w wersjach mono i stereo, a także utwory wydane na singlach oraz inne unikatowe nagrania.
10 maja 2007 Roger Waters wystąpił podczas koncertu ku pamięci Syda Barretta w londyńskim Barbican Centre. Po nim, ku zaskoczeniu publiczności, na scenie pojawili się Pink Floyd w składzie z okresu po odejściu Watersa, tj. David Gilmour, Rick Wright oraz Nick Mason, a ich wykonanie utworu Arnold Layne zostało nagrodzone żywiołowym aplauzem i owacją na stojąco. Jednak nadzieje na drugi koncert w oryginalnym składzie zostały rozwiane, gdy Waters nie wystąpił z grupą. Roger Waters wszedł na scenę przy okrzykach „Pink Floyd!”, na które odpowiedział „Później”. Gdy Gilmour, Mason i Wright pojawili się na scenie, publiczność skandowała „Roger Waters!”, na co Gilmour grzecznie odpowiedział „Tak, już tu był, a teraz pozostali”.
Waters stał się bardziej otwarty na możliwość wznowienia działalności Pink Floyd. W wywiadzie ze stycznia 2007 roku powiedział: „Dla mnie to nie byłby problem, jeśli reszta chciałaby grać ponownie razem. Nie musielibyśmy wcale zbawiać świata. Za powód wystarczyłaby dobra zabawa. A i ludzie byliby zachwyceni”.
4 grudnia 2007 Pink Floyd wydał nową kolekcję płyt (zatytułowaną Oh, By The Way…), która zawiera wszystkie czternaście zremasterowanych albumów studyjnych zespołu, z oryginalną szatą graficzną płyt winylowych i dodatkowo nową grafiką Storma Thorgersona.
15 września 2008, po krótkiej walce z rakiem zmarł Richard Wright. Miał 65 lat.
10 lipca 2010 po raz pierwszy od koncertu Live 8, wspólnie na scenie wystąpili David Gilmour i Roger Waters. Obaj zagrali na charytatywnym koncercie, którego celem była zbiórka pieniędzy dla palestyńskich dzieci. Wykonali cztery utwory: To Know Him Is To Love Him, Wish You Were Here, Comfortably Numb oraz Another Brick in the Wall (Part 2). W skład zespołu weszli także Guy Pratt, Andy Newmark, Harry Waters i Chester Kamen.

### The Endless Riveri wydarzenia po zakończeniu działalności (2014–2022)
20 maja 2014 zespół na swoim oficjalnym kanale na YouTube zamieścił nowy teledysk do utworu Marooned z płyty The Division Bell. 5 lipca 2014 żona Davida Gilmoura, Polly Samson, ujawniła za pośrednictwem serwisu Twitter, że trwają prace nad nowym albumem (prace te trwały w latach 2013–2014 w studiu Astoria i w Medina Studios). Jednocześnie podała tytuł płyty, jak i przybliżoną datę wydania. Oficjalna zapowiedź nastąpiła dwa dni później poprzez opublikowanie informacji na stronie zespołu. 9 października 2014 David Gilmour w rozmowie dla BBC zapowiedział, że zespół wraz z wydaniem płyty The Endless River zakończy działalność. 10 listopada 2014 roku zespół wydał swój finałowy album studyjny zatytułowany The Endless River i tym samym zakończył swoją działalność.
W marcu 2022, po inwazji Rosji na Ukrainę, kiedy ukraiński muzyk Andrij Chływniuk nagrał w opustoszałym Kijowie wersję a cappella ukraińskiej pieśni patriotycznej "Tam na łące czerwona kalina (Czerwona kalina)", muzycy Pink Floyd (David Gilmour, Nick Mason, Guy Pratt, Nitin Sawhney) spotkali się w studio. Nagrali, a następnie 7 kwietnia 2022 wydali singiel "Hey, Hey, Rise Up!" z gościnnym udziałem Chływniuka; dochód ze sprzedaży singla zdecydowano przeznaczyć na pomoc ofiarom wojny rosyjsko-ukraińskiej.

## Skład
| 1967 | Barrett, Mason, Waters, Wright          |
| 1968 | Barrett, Gilmour, Mason, Waters, Wright |
| 1968 | Gilmour, Mason, Waters, Wright          |
| 1979 | Gilmour, Mason, Waters                  |
| 1985 | Działalność zespołu zawieszona          |
| 1987 | Gilmour, Mason                          |
| 1994 | Gilmour, Mason, Wright                  |
| 1995 | Działalność zespołu zawieszona          |
| 2005 | Gilmour, Mason, Waters, Wright          |
| 2005 | Działalność zespołu zawieszona          |
| 2013 | Gilmour, Mason                          |
| 2015 | Działalność zespołu zawieszona          |
| 2022 | Gilmour, Mason                          |

### Członkowie zespołu
- David Gilmour – gitara, śpiew, gitara basowa, instrumenty klawiszowe, perkusja (1968–1985, 1987–1994, 2005, 2013–2014, 2022)
- Nick Mason – perkusja, instrumenty perkusyjne (1965–1985, 1987–1994, 2005, 2013–2014, 2022)
- Roger Waters – gitara basowa, gitara, śpiew, instrumenty klawiszowe (1965–1985, 2005)
- Richard Wright (zm. 2008) – instrumenty klawiszowe, śpiew, instrumenty perkusyjne, puzon (1965–1979, 1987–1994, 2005)
- Syd Barrett (zm. 2006) – gitara, śpiew (1965–1968)
- Bob Klose – gitara (1965)

### Muzycy towarzyszący
- Dick Parry – saksofon
- Clare Torry – śpiew
- Roy Harper – gitara, śpiew
- Bob Ezrin – perkusja, instrumenty klawiszowe
- James Guthrie – perkusja, syntezatory
- Guy Pratt – gitara basowa, śpiew
- Jon Carin – instrumenty klawiszowe, śpiew
- Michael Kamen – aranżacje orkiestrowe
- Tim Renwick – gitara, śpiew
- Gary Wallis – perkusja
- Scott Page – saksofon
- Durga McBroom – chór
- Claudia Fontaine – chór
- Sam Brown – chór
- Snowy White – gitara
- Tony Levin – gitara basowa

## Dyskografia

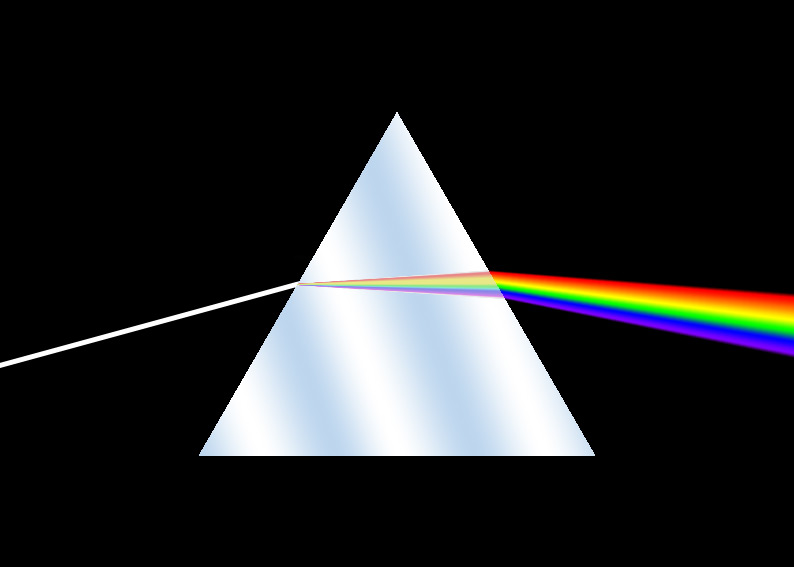
Schemat działania pryzmatu przypominający oryginalną okładkę Dark Side of the Moon

| Rok  | Album                          | US             | UK | RIAA        | BPI        |
| ---- | ------------------------------ | -------------- | -- | ----------- | ---------- |
| 1967 | The Piper at the Gates of Dawn | 131            | 6  | –           | –          |
| 1968 | A Saucerful of Secrets         | –              | 9  | –           | –          |
| 1969 | Music from the Film More       | 153            | 9  | –           | –          |
| 1969 | Ummagumma                      | 74             | 5  | Platyna     | –          |
| 1970 | Atom Heart Mother              | 55             | 1  | Złoto       | –          |
| 1971 | Meddle                         | 70             | 3  | 2x Platyna  | –          |
| 1972 | Obscured by Clouds             | 46             | 6  | Złoto       | Srebro     |
| 1973 | The Dark Side of the Moon      | 1              | 2  | 15x Platyna | 9x Platyna |
| 1975 | Wish You Were Here             | 1 (2 tygodnie) | 1  | 6x Platyna  | Złoto      |
| 1977 | Animals                        | 3              | 2  | 4x Platyna  | Złoto      |
| 1979 | The Wall                       | 1 (15 tygodni) | 3  | 23x Platyna | Platyna    |
| 1983 | The Final Cut                  | 1              | 1  | 2x Platyna  | Złoto      |
| 1987 | A Momentary Lapse of Reason    | 3              | 3  | 4x Platyna  | Złoto      |
| 1994 | The Division Bell              | 1 (4 tygodnie) | 1  | 4x Platyna  | 2x Platyna |
| 2014 | The Endless River              | 3              | 1  | Złoto       | Platyna    |

## Publikacje w języku polskim

### Książki
- V. Fitch
  - Encyklopedia Pink Floyd, Kagra 2002
- P. Kaczkowski, 42 rozmowy, Prószyński i S-ka 2004:
  -     - Storm Thorgerson – Opisanie światła, s. 340–349
    - Roger Waters – Cierpieniu trzeba nadać sens, s. 350–357
- E. Macan
  - Progresywny u-rock, C&T 2001
- N. Mason
  - Pink Floyd, moje wspomnienia, In Rock 2005
- S. Orski
  - Pink Floyd – psychodeliczny fenomen, Rock-Serwis 1991, 1994 (reedycja poprawiona)
- Roger Waters (Pink Floyd). Antologia tekstów i przekładów 1968-2002, 2002
- W. Weiss
  - O krowach, świniach, robakach oraz wszystkich utworach Pink Floyd, In Rock 2006
  - Pink Floyd – szyderczy śmiech i krzyk rozpaczy, Iskry 1995
  - Pink Floyd – szyderczy śmiech i krzyk rozpaczy, aktualizowana i uzupełniona (reedycja poprawiona), Iskry 2002
- M. Blake
  - Pink Floyd – prędzej świnie zaczną latać, wydawnictwosqn.pl Kraków 2012

### Czasopisma (ważniejsze artykuły)

#### Magazyn Muzyczny
- T. Beksiński, Pink Floyd w obrazach. Teksty., 4/1990, s. 14–15
- G. Brzozowicz, Pink Floyd – post scriptum: dwa szyty z różową perspektywą, 4/1989, s. 19
- P. Kosiński, T. Słoń, Co czytać: książki – Pink Floyd, 4/1989, s. 12–13
- R. Rogowiecki
  - Co o tournèe Pink Floyd wiedzieć należy, 9/1989, s. 16–18
  - Bez Rogera czujemy się znacznie lepiej – z Nickiem Masonem rozmawia R.R., 9/1989, s. 18
- W. Weiss
  - Pink Floyd, podróż pierwsza: w głąb nieznanego lądu, 11/1988, s. 6–7
  - Pink Floyd, podróż druga: ku szczytom, 12/1988, s. 8–10
  - Pink Floyd, podróż trzecia: w głąb siebie, 1/1989, s. 18–19
  - Pink Floyd, podróż czwarta: na drugą stronę muru, 2/1989, s. 6–9
  - Pink Floyd, podróż piąta: ku przestworzom, 3/1989, s. 14–15

#### NonStop
- T. Piwowarek, Pink Floyd, CNE Stadium, Toronto, Kanada, 1/1988, s. 24
- W. Weiss, Pink Floyd, Plac Republiki, Berlin Zachodni, 8/1988, s. 24–25

#### Teraz Rock
- Gdzie oni są?: Pink Floyd, 1/2003, s. 19
- M. Florczak
  - 22 tysiące, 1/2005, s. 10
  - Storm Thorgerson – opowieść pełna tajemnic, 3/2003, s. 44
  - Żyć dziś, odejść jutro..., 9/2003, s. 54–55
- B. Gajda, DVD: Pulse, 8/2006, s. 96
- Teraz Barrett, Waters, Gilmour, Wright, Mason, 8/2006, s. 51–61
- Teraz Pink Floyd, 10/2004, s. 53–68
- M. Kirmuć
  - Kambek: The Final Cut, 7/2004, s. 90
  - Pieprzyć ten nonsens, 7/2005, s. 7
- Kower story – świńskie odchody (Animals), 8/2006, s. 114
- N. Mason
  - Post scriptum (fragm. książki Pink Floyd, moje wspomnienia), 12/2005, s. 26–27
  - Za murem (fragm. książki Pink Floyd, moje wspomnienia), 10/2005, s. 40–45
- Teraz Rock – Kolekcja: Pink Floyd po całości, nr 1/2009
- W. Weiss
  - Opętanie – rozmowa z Nickiem Masonem, 12/2--5, s. 20–25
  - Przemoc, szaleństwo, rock and roll – rozmowa z Jamesem Guthrie, 3/2003, s. 86
  - Rick Wright, światło odbite od wspomnień, 10/2008, s. 26–28
- W. Weiss, M. Florczak, Jestem krową, zostawcie mnie w spokoju... – rozmowa ze Stormem Thorgersonem, 3/2003, s. 40–43

#### Tylko Rock
- A. Drużdżel, Pink floyd w Rotterdamie, 2/1997, s. 76
- G. Kszczotek, Komu bije dzwon (Stadion Alvalade, Lizbona, 23 VII 1994), 10/1994, s. 18–19
- W. Machała
  - Komu bije dzwon, 6/1994, s. 26
  - Dalej, 9/1994, s. 22
- J. Paluchowski, Kanon: Daleko, wysoko – Wish You Were Here, 9/1992, s. 57
- Tylko Pink Floyd, 1/1992, s. 29–44
- Tylko Roger Waters, 4/2000, s. 29–37
- I. Stefanowicz, Laska do Pink Floyda (Strahovsky Stadion, Praga, 7 IX 1994), 11/1994, s. 57
- W. Weiss
  - Future Shock: Shining, 3/93, s. 42
  - Kamienne horyzonty – rozmowa z Rogerem Watersem, 2/2000, s. 22–27
  - Kanon: Sceny z westernu – Atom Heart Mother, 11/1992, s. 56
  - Ojciec chrzestny, rozmowa z Nickiem Masonem, 8/1995, s. 6–8
  - Potężniejszy huk uderzeń serca, 4/1993, s. 22–23

## Nagrody i wyróżnienia
- W 1996 grupa Pink Floyd została wprowadzona do Rock and Roll Hall of Fame[65].
- Piosenki Another Brick in the Wall (Part 2), Money i See Emily Play zostały umieszczone na liście 500 piosenek, które ukształtowały rock utworzonej przez Rock and Roll Hall of Fame.
- Nagrody Grammy
  - 1995 piosenka Marooned w kategorii Najlepszy utwór instrumentalny[66].